# نهائي كأس إسبانيا 1972
```
نهائي كأس إسبانيا 1972
  هو النهائي 70 . لعبت المباراة النهائية في 
ملعب سانتياغو برنابيو
 في 
مدريد
 ، في 08 يوليو 1972 ، وفاز بها 
أتلتيكو مدريد
 بعد تغلبه على 
نادي فالنسيا
 2-1 .
```